# Basutoland
Basutoland var ett brittiskt protektorat, en enklav i Sydafrikanska unionen, under perioden 1884 till 1966. Protektoratet bildades 1884 på grund av Kapkolonins oförmåga att styra i området. 
Därefter blev området självständigt från Storbritannien under namnet Lesotho 1966.

## Basutolands distrikt
- Berea
- Leribe
- Maseru
- Mohales Hock
- Mafeteng
- Qacha's Nek
- Quthing

## Lista över Storbritanniens Resident Commissioners
- Marshal James Clarke: 18 mars 1884 - 18 september 1894
- Godfrey Yeatsman Lagden: 18 september 1894 - 1895
- Sir Herbert Cecil Sloley: 1895
- Godfrey Yeatsman Lagden: 1895 - 1901
- Sir Herbert Cecil Sloley: 1902 - 1913
- James MacGregor: 1913
- Sir Herbert Cecil Sloley: 1913 - 1916
- Robert Thorne Coryndon: 1916 - 1917
- Edward Charles Frederick Garraway: 1917 - april 1926
- John Christian Ramsay Sturrock: apr 1926 - mars 1935
- Sir Edmund Charles Smith Richards: mars 1935 - augusti 1942
- Charles Nobel Arden-Clarke: augusti 1942 - november 1946
- Aubrey Denzil Forsyth-Thompson: november 1946 - 24 oktober 1951
- Edwin Porter Arrowsmith: 24 oktober 1951 - september 1956
- Alan Geoffrey Tunstal Chaplin: september 1956 - 1961
- Alexander Falconer Giles: 1961 - 30 april 1965